# Celleporaria granulosa
Celleporaria granulosa is een mosdiertjessoort uit de familie van de Lepraliellidae. De wetenschappelijke naam van de soort is voor het eerst geldig gepubliceerd in 1881 door Haswell.